# Francisco Hernández (football)
Ne doit pas être confondu avec Francisco Hernández (footballeur péruvien).
Francisco Hernández Pineda né le 16 janvier 1924 à Toluca et mort le 24 janvier 2011 à Mexico est un footballeur mexicain, dont le poste fut milieu de terrain.

## Biographie
On sait peu de choses sur sa carrière de club, mais on sait que Francisco Panchito évolue dans le club mexicain du Zacatepec lorsqu'en international avec l'équipe mexicaine, il participe à la coupe du monde 1950 au Brésil.